# Шенен Блан

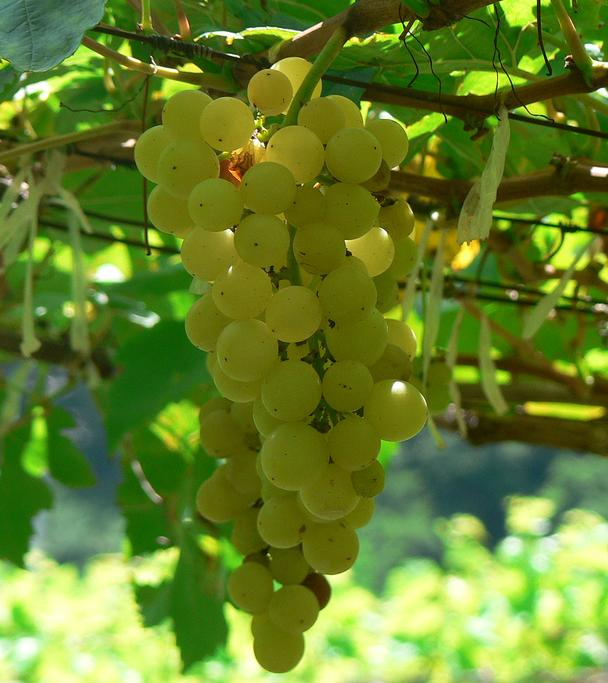
Гроно Шенен Блан

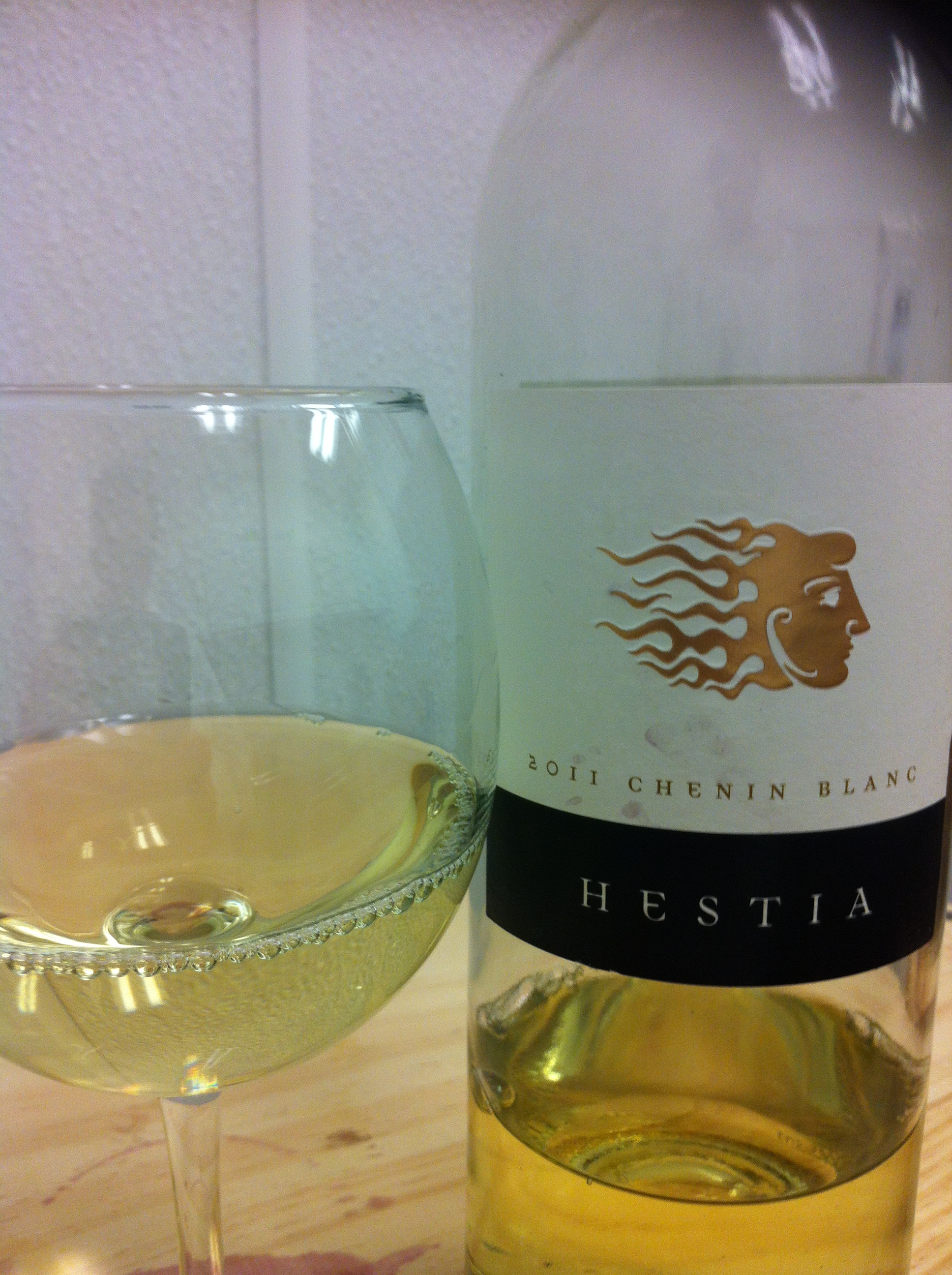
Вино з винограду Шенен Блан

Шенен Блан (фр. Chenin blanc) — технічний сорт винограду, використовуваний для виготовлення білих вин.

## Історія
Перші згадки про нього з'явилися в 9 столітті в долині Луари. У записах абатства Гленфіл (Glanfeuil), що датуються 845 роком, є згадка про нього. У середині XVII сторіччя потрапив до ПАР, де згодом став самим популярним білим сортом винограду, завдяки високій врожайності та здатності зберігати гарну кислотність навіть у спекотному кліматі.

## Географія
Належить до еколого-географічної групи західноєвропейських сортів винограду. Вирощують у Франції, ПАР, США (Каліфорнія), Чилі, Мексиці, Аргентині, Австралії та Новій Зеландії.

## Основні характеристики
Сила росту лози середня. Лист середній, округлий, п'ятилопатевий, рідше трилопатевий. Нижня поверхня листа покрита опушенням. Гроно циліндроконічне або конічне. Ягоди середньої величини, округлі, мають золотисто-жовту шкірку, вкриті кутином. Врожайність цього сорту винограду сильно залежить від умов, він пізнього строку дозрівання. Сік винограду має високу кислотність. Врожайність 60 — 70 ц/га.

## Застосування
Сорт є основою для створення широкого спектра вин: сухих, ігристих, десертних. Виробляють як моносортові, так і купажні вина, часто у поєднанні з Шардоне.